# Oxgang

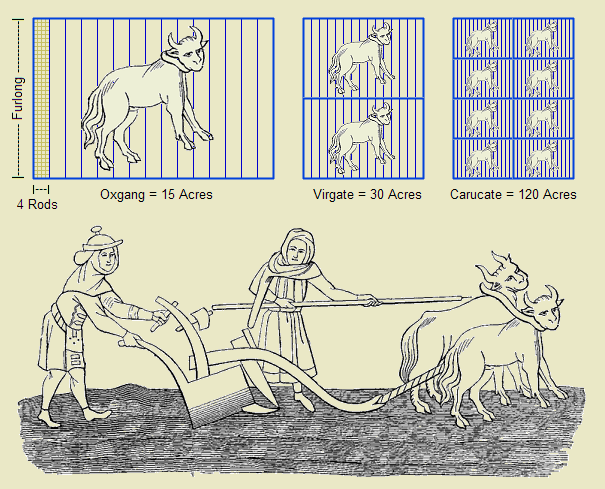
Des rapports assez courants entre oxgang ou bovate, yardland ou virgate et hide ou plowland ou carucate, le nombre d'acres dans un oxgang était en réalité très variable.

L'oxgang, oxgate ou oxland, également bovate, est une mesure agraire anglaise ancienne, autrement dit une mesure de superficie, dont la valeur était très variable : de 7 à 50 acres, voire de 4 à 50 acres (~1,62 à ~20,25 hectares). Elle correspond généralement à la surface pouvant être labourée par un bœuf, parfois une paire de bœufs, durant une année.
Oxgang et bovate, en général synonymes, valent le plus souvent 1/2 virgate et 1/4 de hide mais parfois l'oxgang est équivalent à la virgate ou même au hide, de même bovate et virgate peuvent être synonymes.